# Opius indentatus
Opius indentatus är en stekelart som beskrevs av Robert A.Wharton 1987. Opius indentatus ingår i släktet Opius och familjen bracksteklar. Inga underarter finns listade i Catalogue of Life.